# Jaime Lorente
Jaime Lorente López (* 12. prosince 1991 Murcia) je španělský herec, zpěvák a model. Je známý svou rolí Denvera ve španělském seriálu Papírový dům.

## Životopis
Narodil se 12. prosince 1991 ve španělském městě Murcia. Má starší sestru jménem Julia. Vystudoval dramatické umění na The Superior School of Dramatic Art of Murcia a získal magisterský titul v pokročilém studiu na UNIR v Logroñi ve Španělsku.

## Osobní život
V letech 2018–2020 byla jeho přítelkyní María Pedraza, která je taktéž herečkou.
V září 2021 oznámil, že se poprvé stane otcem. Dne 7. listopadu 2021 se mu narodila dcera Amaia Lorente Goenaga, jejíž matkou je kostymérka Marta Goenaga, se kterou se Lorente seznámil při natáčení seriálu La casa de papel.

## Kariéra
Lorente hrál v divadelní inscenaci Equus, za kterou získal Cenu pro nejlepšího herce v prvním ročníku María Jesús Sirvent Awards. Účinkoval také v divadelních inscenacích jako je El Público, La Vengadora de Las Mujeres, El Secreto a Voces a De Fuera Vendrá.
V letech 2017–2021 účinkoval v seriálu Papírový dům v roli Denvera. V roce 2018 ztvárnil postavu Nana v seriálu Elita od Netflixu.